# ポルトガル領アンゴラ

ポルトガル領西アフリカ
África Ocidental Portuguesa (ポルトガル語)

国歌: Hymno Patriótico（ポルトガル語）
愛国讃歌（1808年 - 1834年）

Hino da Carta（ポルトガル語）
イーノ・ダ・カルタ（1834年 - 1910年）

A Portuguesa（ポルトガル語）
ポルトガルの歌（1910年 - 1975年）

ポルトガル領西アフリカの地図（1905年 - 1975年）

ポルトガル領アンゴラ（ポルトガルりょうアンゴラ）は、南西アフリカのアンゴラがポルトガルの支配下に置かれていた時期を指す。1951年まではポルトガル領西アフリカと呼ばれていた。
ポルトガルは当初は沿岸部を支配し、コンゴ王国と軍事衝突が起こっていたが、18世紀には内陸の高地地域を徐々に植民地化していった。しかし、領土全体の完全な支配を達成したのは、20世紀初頭の「アフリカ分割」において、他のヨーロッパ列強との協定により植民地内部の国境が確定した後である。1951年6月11日、ポルトガル領西アフリカはアンゴラ海外州に昇格し、最終的には1973年にアンゴラ国となった。1975年、ポルトガル領アンゴラは独立し、アンゴラ人民共和国となった。

## 歴史
現在のアンゴラにおけるポルトガルの駐在の歴史は、1484年の探検家ディオゴ・カンの到着から1975年11月の脱植民地化まで続いた。この5世紀の間、いくつかの全く異なる状況で区別する必要がある。

### 植民地

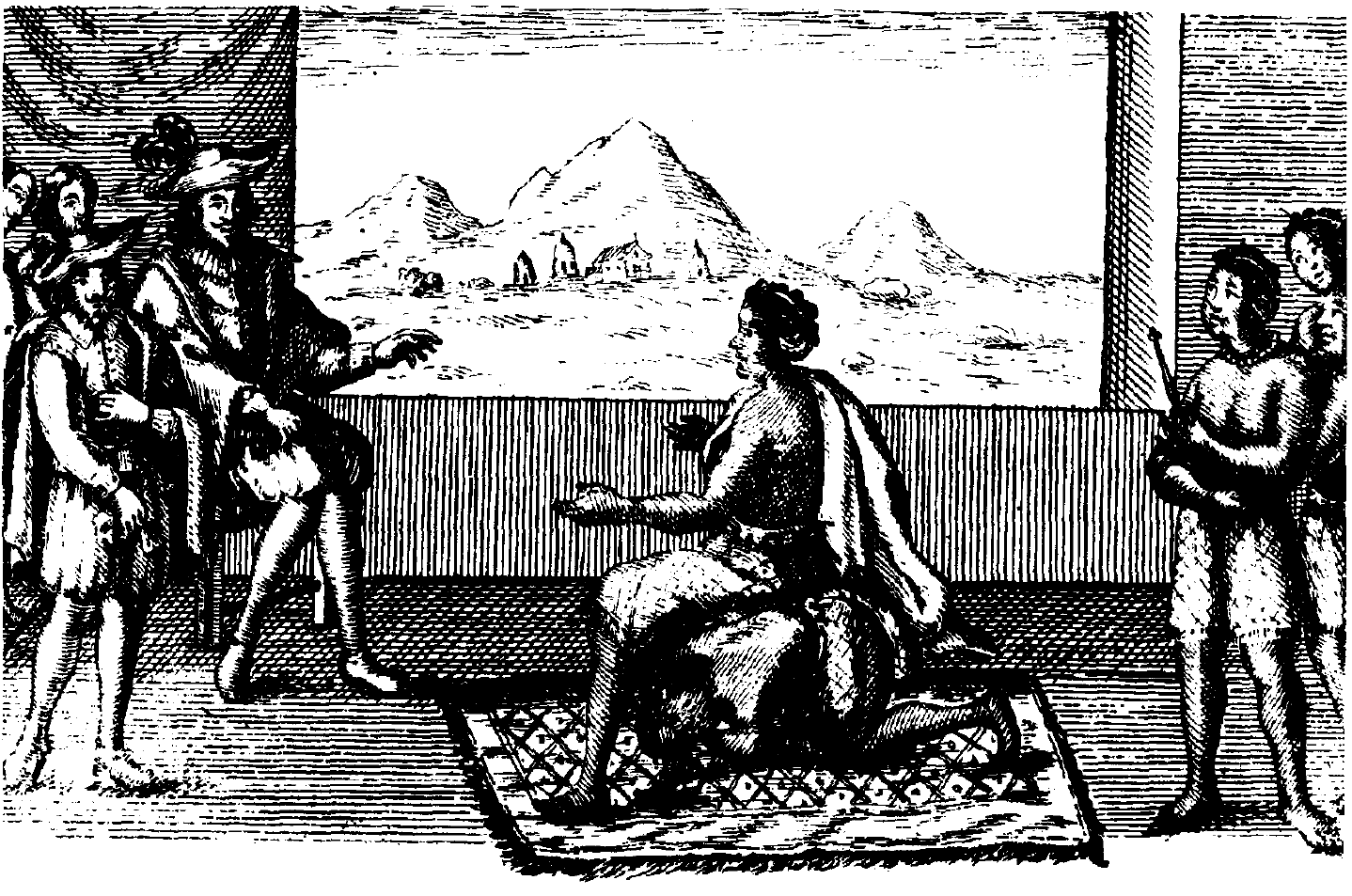
ポルトガル人総督とルアンダで和平交渉をするンジンガ・ムバンデ（1657年）

ディオゴ・カンを含む探検家たちがコンゴ王国に到着した時、アンゴラ自体は存在しなかった。現在のアンゴラの領土は、大小さまざまな王国や部族連合として組織された、多くの独立した民族で構成されている。ポルトガル人は貿易、特に奴隷に目をつけた。そのため、コンゴ王国の支配者や貴族とは平和的でお互いに利益のある関係を維持し、キリスト教化とポルトガル語の教育を行い、彼らにも奴隷貿易による利益を分配した。彼らはコンゴ川下流、現在のコンゴ民主共和国のあたりに小さな交易所を設立した。大西洋岸におけるより重要な交易拠点は、コンゴ王国の領土であるソヨに築かれた。ソヨは、飛地であるカビンダを除けば現在アンゴラ最北端の町となっている。
1575年、ルアンダがコンゴ王国の南部海岸に設立され、17世紀には、さらに南にベンゲラが設立された。1580年から1820年代にかけて、100万人を超える人々が現在のアンゴラから新世界（主にブラジル、北アメリカにも）へと奴隷として輸出された。オリバーとアトモアは「200年の間、アンゴラ植民地は巨大な奴隷貿易事業として発展した。」と言っている。ポルトガル人の船員、探検家、軍人、商人は、1415年にイスラム教徒の支配するセウタを征服し、現在のモロッコとギニア湾に基地を設置するなど、長年にわたりアフリカでの征服と軍事・貿易拠点設置の政策を行っていた。ポルトガル人はカトリックを信仰しており、軍事遠征の際には当初から外国人を改宗させることを目的としていた。
17世紀には経済的利害の対立により、コンゴ王国と軍事的な対立が引き起こされた。ポルトガルは1665年10月29日のムブウィラの戦いでコンゴ王国を破ったが、1670年にコンゴへの侵攻を試みた際にキトンボの戦いで壊滅的な敗北を被った。中央高地の大部分の支配は、18世紀に達成した。19世紀には、さらに内陸部を征服しようとする試みが行われた。しかし、ポルトガルが領土全体を完全に支配するようになったのは、20世紀に入ってからのことである。
1884年、それまでポルトガルのアンブリーズ以北の領有権を認めなかったイギリスが、コンゴ川下流の両岸に対するポルトガルの主権を認める条約を締結した。しかし、この条約は現地でもドイツでも反対され、批准されなかった。コンゴ自由国との協定により、ドイツ帝国、フランスは1885年から1886年にかけて州の境界を決定した。ただし、南東部のバロツェランド（ローデシア北西部）とアンゴラの境界は、1891年のイギリス・ポルトガル協定と1905年のイタリア王ヴィットーリオ・エマヌエーレ3世の仲裁裁定により定められた。
アンゴラには、少数のヨーロッパ人支配者たちが根絶したくもなく、興味もなかった伝統的な民族遺産があったにもかかわらず、植民地時代には、都市や町、交易所が設立され、鉄道が開通し、港が建設され、西洋化された社会が徐々に発展していった。1920年代以降、ポルトガル政権はアンゴラの経済や社会基盤の整備に関心を示すようになった。

#### 戦争の開始
1951年、ポルトガル植民地のアンゴラはポルトガルの海外州となった。1950年代後半、アンゴラ民族解放戦線（FNLA）とアンゴラ解放人民運動（MPLA）は、ポルトガルの支配や、地方出身の多くのアフリカ系先住民に影響を与え、故郷から移転させられた人々が好景気の環境の中で、ほとんどが非熟練重労働である強制労働をさせられた報酬制度と戦うための戦略や行動計画の組織を始めた。ゲリラ戦が始まったのは1961年であり、同年、非熟練労働者の多い先住民の労働条件を改善する法律が制定され、先住民はさらなる権利を要求した。1961年、ポルトガル政府は、Estatuto do Indigenato（Decree-Law 43: 893 of 6 September 1961）のように、黒人を差別するいくつかの基本的な法律を廃止した。しかし、ポルトガルの植民地戦争は、コンゴ共和国に拠点を置くアンゴラ民族解放戦線の反乱軍が、領土の北部で白人や黒人の民間人を奇襲攻撃して勃発したものであった。国際連合を訪問した反乱軍のリーダー、ホールデン・ロベルトはキンシャサに戻り、コンゴ人の過激派を組織した。

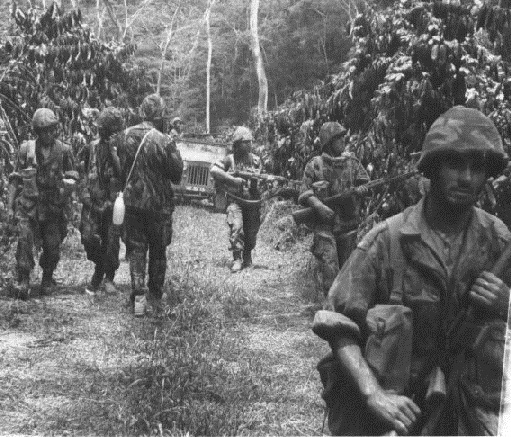
アンゴラでのポルトガル兵

1961年3月15日、ホールデン・ロベルトは4,000 - 5,000人の武装勢力を率いてアンゴラへの侵攻を開始した。彼の軍隊は農場、政府の前哨基地、交易所などを占領し、遭遇した人々を皆殺しにした。少なくとも1,000人の白人と未知数の黒人が殺された。ロベルトは、「今回は、奴隷たちは怯まなかった」と、この侵略にコメントを述べた。彼らはすべてを虐殺した。アンゴラで実働軍隊は、アフリカ系黒人5,000人とポルトガルから派遣されたヨーロッパ系白人1,500人の計約6,500人で構成されていた。この事件の後、ポルトガル政府は、アントニオ・デ・オリヴェイラ・サラザール、後にマルセロ・カエターノの独裁的なエスタド・ノヴォ政権の下、ヨーロッパから数千人の軍隊を派遣し、対テロおよび対反乱作戦を実施した。1963年、ホールデン・ロベルトはポルトガル支配と戦う勢力の唯一の代表として国際舞台に立つことを主張しようとし、キンシャサにアンゴラ革命政府亡命政府（ポルトガル語: Governo revolucionário de Angola no exílio、GRAE）を設立した。アンゴラ全面独立民族同盟（UNITA）も1966年に独立を目指すゲリラ活動を開始した。アンゴラ戦線ではポルトガル軍が全面的に軍事的に優勢だったが、独立ゲリラ運動は決して完全に敗北したわけではなかった。しかし、1972年にアンゴラ東部での軍事作戦「フレンテ・レステ」が成功した後の1972年までに、現実的な心情政策によって補完され、アンゴラでの軍事紛争は事実上ポルトガルが勝利した。

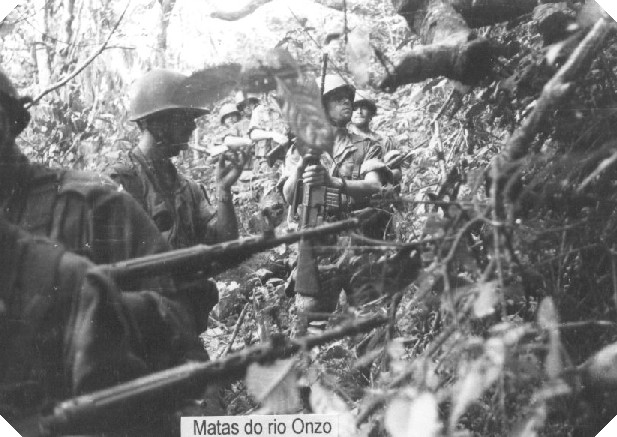
植民地戦争中のポルトガルの軍隊

1966年から1970年にかけて、独立派のゲリラ運動MPLAは、それまで限定的だった反政府活動をアンゴラ東部にまで拡大した。この広大な田園地帯は、主要な都市部から遠く離れ、ゲリラが避難できる外国に近い場所であった。東部に設立された小規模な独立派ゲリラ組織であるUNITAは、MPLAを支援した。1970年まで、東部戦線のMPLAとUNITAのゲリラ連合軍は、この地域のポルトガル軍（FAP）に圧力をかけ、ゲリラがクワンザ川を渡り、農業、商業、工業都市シルヴァ・ポルトの重要な都市中心部を含むビエの領土を脅かすことができる程度まで成功した。1970年、ゲリラ運動は北から東に部隊と軍備を移し、東部戦線を強化することを決定した。

#### 東部戦線
1971年、FAPは対反乱軍事作戦を開始し、東部で活動する3つのゲリラ運動をアンゴラの国境外への追放に成功した。最後のゲリラは数百人の兵士を失い、何トンもの装備を残して、ごたごたに隣国へ解散したり、場合によってはポルトガル人に加勢したり降伏したりした。現地の農村住民の信頼を獲得し、かつこの地域に永続的かつ生産的な定住が可能な環境を整えるため、ポルトガル当局は大規模なワクチン接種キャンペーン、医療検診、水・衛生・食事のインフラ整備を行い、人々の経済・社会発展によりよく貢献するとともに、ゲリラやその影響から住民を切り離す方法をとった。1972年12月31日、東部開発計画（Plano de Desenvolvimento do Leste）には、その第一段階に466の開発企業（150が完成し、316が建設中）が含まれていた。19のヘルスセンターが建設され、26が建設中であった。新たに51の学校が新たに開校し、82校が建設中であった。

### 連邦国家
1972年6月、共和国議会は、アフリカの海外領土に幅広い政治的自治を認め、国内外に広がる反対意見を抑制するために、海外領土に関する基本法の新版を承認した。アンゴラは、海外州から一部内政に権限を持つ「自治国」となったが、国防と外交についてはポルトガルが権限を保持した。しかし、その目的は決してアンゴラの独立を認めることではなく、アンゴラの人々の「心をつかむ」ことであり、大陸をまたぐポルトガルの一部として永久に留まることを納得させることであった。1972年11月（施行は1973年1月1日）にアンゴラ（モザンビークと同様）を「エスタド」（州）と改名したことは、ポルトガル帝国にある種の連邦的な構造を与え、「州」にある程度の自治権を付与しようとする明白な試みの一部であった。実際、構造変化や自治権の拡大は極めて限定的なものであった。「アンゴラ州」の政府は、人事や肩書きに多少の外見的な変更があったことを除き、旧州政府と同じものであった。ポルトガルと同様、「アンゴラ州」の政府もエスタド・ノヴォ政権樹立に賛同する人々で占められていた。このような変化が起きている間にも、少数のゲリラ中心勢力は領内で活動を続け、アンゴラ国外でもポルトガル支配に反対する運動を続けた。独立運動が、再建された領土の組織の政治機構に参加することは、（双方にとって）絶対に考えられないことだった。

### カーネーション革命と独立
しかし、ポルトガルの植民地戦争では、ポルトガル領ギニアを中心にポルトガル当局がゲリラを全体として倒すことができず、13年間の紛争で多くの犠牲者を出すことになった。戦争中、ポルトガルは国際社会の大半から反対意見や武器禁輸などの懲罰的な制裁を受けるようになった。戦争は、その期間と費用、他の国連加盟国との外交関係の悪化、エスタド・ノヴォ政権存続の要因としての役割などから、ポルトガル社会でさらに不人気となりつつあった。このエスカレートが、アフリカの旧ポルトガル植民地すべての独立につながる出来事である、1974年4月のFAP隊員の反乱、「カーネーション革命」に直結した。1974年4月25日、1930年代からポルトガルを統治してきたアントニオ・デ・オリヴェイラ・サラザールが樹立したコーポラティズム的・権威主義体制、マルセロ・カエターノ率いるエスタド・ノヴォ政権が、リスボンでの軍事蜂起「カーネーション革命」で打倒されることになった。同年5月、ポルトガルの新革命政府である救国臨時政府は、和平交渉と独立を推進するため、独立派のアフリカ人ゲリラと停戦を宣言した。軍部が主導したクーデターによって、数十万人のポルトガル兵を徴兵した不評判な植民地戦争が終結し、また市民的自由と政治的自由を抑圧する権威主義的なエスタド・ノヴォ（新国家）政権とその秘密警察に代わり、ポルトガルは民主主義を取り戻した。1973年の法令Dec.Lei n.o 353/73に対するポルトガル軍大尉の職業階級による抗議行動として始まった。
この事件により、アフリカのポルトガル植民地から、主に白人と、メスティーソ（混血）や黒人のポルトガル人が大量に流出し、何十万人もの貧困難民（レトルナド）が発生した。アンゴラは1975年11月11日、アルヴォル協定に基づき主権国家となり、新たに独立した国はアンゴラ人民共和国と宣言された。

## 政府

ポルトガル領アンゴラの提案された旗

20世紀、ポルトガル領アンゴラはエスタド・ノヴォの影響を受けた。1951年、ポルトガル当局はアンゴラの地位を植民地から海外州に変更した。法的にはリスボンと同じくポルトガルの一部であったが、海外県としてヨーロッパから遠いことを考慮し、特別な控除を享受していた。アンゴラ政府のメンバーのほとんどはポルトガル出身であったが、数人はアンゴラ人であった。アンゴラ人は官僚になるための資格を持っていなかったため、官僚はほとんど全員がポルトガル人であった。
アンゴラ政府は、ポルトガルと同様、かなり中央集権的であった。権力は行政府に集中し、選挙はすべて間接選挙で行われた。リスボンの首相官邸から、アンゴラの最遠方まで、厳密な指揮系統で権限が及んでいた。アンゴラ政府の権限は、主にヨーロッパで既に決定された政策の実施に限定されたものだった。1967年、アンゴラはリスボンの共和国議会に多数の代表団を送り込んだ。州の最高官僚は総督で、外務大臣の推薦によりポルトガル内閣が任命した。総督は行政権と立法権の両方を持った。政府審議会は、州の運営について総督に助言した。職務上の閣僚は、総督の助言に基づき外務大臣が任命した5人の秘書官で構成されていた。立法府は限られた権限しか持たず、主な活動は州の予算を承認することであった。最後に、経済社会理事会はすべての法律案について諮問を受けなければならず、総督はその助言を無視した場合、リスボンにその決定を正当化しなければならなかった。
1972年、ポルトガル共和国議会はアンゴラの地位を海外州から、一部の内政に権限を持つ「自治国」に変更し、国防と外交はポルトガルが責任を負うことになった。アンゴラでは、1973年に立法議会の選挙が行われた。

## 地理
ポルトガル領アンゴラの面積は1,246,700km²で、フランスとスペインを合わせた面積よりも大きかった。また、国境線は5,198km、海岸線は1,600kmに及んだ。その地理は多様であった。南部の幅25kmから北部の幅100 - 200kmの海岸平野まで、国土のほぼ3分の2を占める内陸の高原に向かって段階的に隆起しており、平均標高は1,200 - 1,600mである。アンゴラの2つの最も高い山は、この中央高原に位置していた。それはモコ山（2,620 m）とメコ山（2,538 m）である。

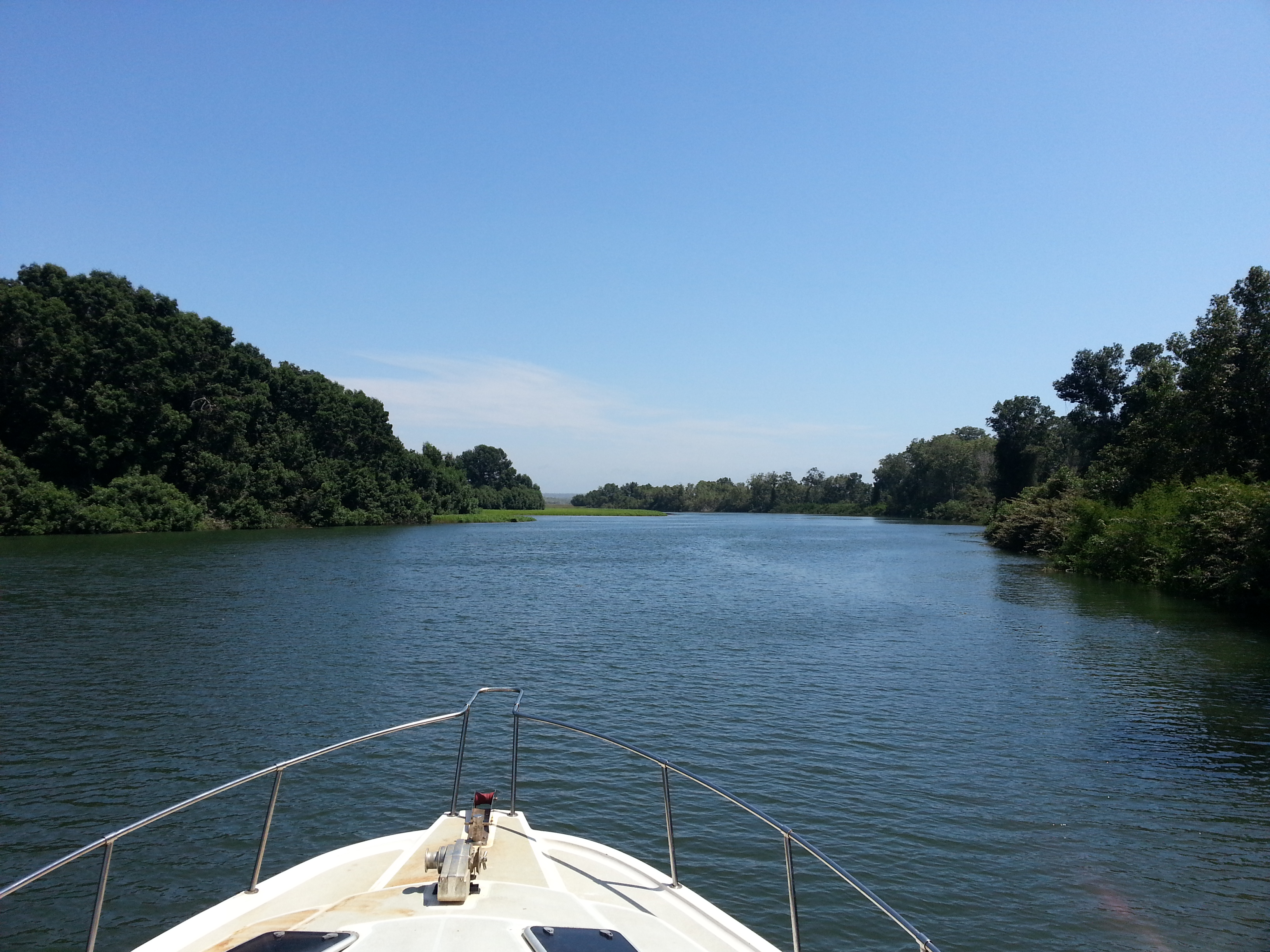
クワンザ川

アンゴラの河川のほとんどは、中央山脈から流れ出ている。大西洋に注ぎ込むたくさんの川のうち、クワンザ川とクネネ川は最も重要であった。その他の主要な川は、コンゴ川の北に流れるクワンド川と、普段は南東のオカヴァンゴデルタに注いでるオカヴァンゴ川に含まれる。台地から土地が下がるにつれて、川には多くの急流や滝が落ち込んでくる。また、ポルトガル領アンゴラには、ポルトガル政府が建設したダムや貯水池以外に大きな湖はなかった。
ポルトガル当局は、領土内にいくつかの国立公園と自然保護区を設置した。中でもイオナ国立公園はアンゴラ最古で最大の国立公園であり、1937年に保護区として宣言され、1964年に国立公園に格上げされた。
アンゴラは、1950年以降、確実に大きな発展を遂げた地域であった。ポルトガル政府はダムや道路、学校などを建設した。また、ヨーロッパ人の人口を増やした好況も起こった。白人の人口は、1940年の44,083人から1960年の172,529人へと増加した。およそ1,000人の移民が毎月到来した。植民地時代末期には、ヨーロッパ系住民は40万人（1974年、本土からの入隊兵、徴用兵を除く）、混血は10万人程度（多くは領内で働くカーボベルデ人移民）であったという。総人口は当時約590万人であった。
1940年に61,208人、白人比率14.6%だったルアンダは、1970年には475,328人の大都市となり、ヨーロッパ人（26.3%）と約5万人の混血が住むようになった。アンゴラのその他の大部分の大都市は、白人人口が安定していた南部のサ・ダ・バンデイラ（ルバンゴ）、モサメデス（ナミベ）、ポルト・アレキサンドル（トンブア）を除いて、ほぼ同じ比率のヨーロッパ人が当時住んでいた。これらの都市では、いずれもヨーロッパ人が50%から60%の多数派を占めていた。

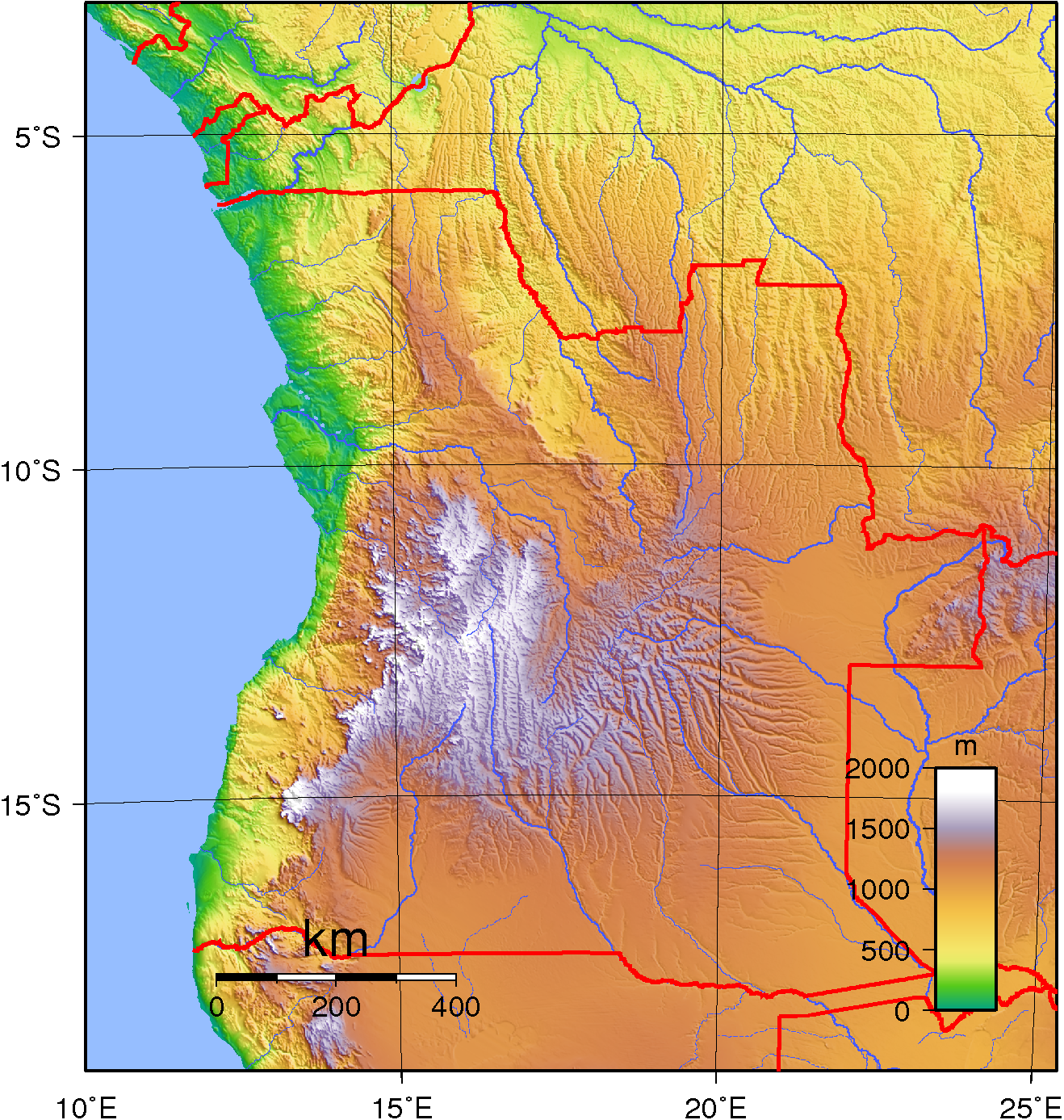
アンゴラの地形図

北にはカビンダという飛び地があった。ポルトガル領コンゴ（カビンダ）は、1885年のシムランブコ条約によってポルトガルの保護領となった。1920年代には、ポルトガル領アンゴラ植民地（後の海外州）に編入された。この2つの植民地は、当初は隣接していたが、後にポルトガルがベルギーに割譲した狭い回廊によって地理的に分離され、ベルギー領コンゴは大西洋へのアクセスが可能になった。1975年のアルヴォル協定によるポルトガル領アンゴラの脱植民地化後、短命のカビンダ共和国が一方的に独立を宣言した。しかし、カビンダはすぐにアンゴラ人民共和国に制圧され、再併合されて国際的な承認は得られなかった。

## 経済
ポルトガル人探検家や植民者は、15世紀からアフリカ海岸沿いに貿易拠点や港を建設し、16世紀にはアンゴラの海岸に到達した。ポルトガルの探検家パウロ・ディアス・デ・ノヴァイスが1575年にルアンダを「サン・パウロ・デ・ルアンダ」として設立し、奴隷狩りが盛んだった地元のインバンガラ人やキンブンド人の協力で奴隷貿易市場として発展していった。貿易は大体が新世界のブラジル植民地と行われた。ブラジル船はルアンダ港とベンゲラ港に最も多く入港した。この頃、ポルトガルの植民地であったアンゴラは、実際には、他のポルトガルの植民地であるブラジルに近い状態になっていた。イエズス会によって、宗教や教育の面でもブラジルの強い影響力が行使されていた。
戦争の原理は、次第に貿易の原理へと移行していった。大交易路とそれを可能にする協定は、異なる地域間の活動の原動力となり、好戦的な国家は生産と販売の準備が整った国家となった。高原地帯のプラナートでは、ビエとバイルンドが最も重要な国家であり、バイルンド後者は食べ物とゴムの生産で有名であった。より豊かで強い宗主国ポルトガルは、近隣諸国の発展を許さず、ひとつひとつ征服してこの地域の大部分をポルトガルの覇権とすることを可能にした。イベリア連合（1580年 - 1640年）の時代、ポルトガルは影響力と力を失い、新たな敵を作った。カスティーリャ王国の大敵であったオランダは、ルアンダを含む多くのポルトガルの海外植民地に侵攻した。オランダは1640年から1648年までルアンダをアーデンブルグ要塞として支配した。オランダは、同じくポルトガルから奪ったブラジル北東部（ペルナンブーコ、オリンダ、レシフェ）のサトウキビ農園で使用する黒人奴隷を求めていた。ナッサウ＝ジーゲン侯ヨハン・マウリッツは、アフリカ西岸におけるポルトガル領のサン・ジョルジュ・デル・ミナ、サント・トーマス、ルアンダを征服した。1640年にイベリア連合が解消されると、ポルトガルはポルトガル帝国の失われた領土に再び支配権を取り戻した。
ポルトガル人は、町や交易所、伐採キャンプ、小規模な加工工場などの開発を始めた。1764年以降、奴隷が基盤の社会から、国内消費と輸出のための生産を基盤とする社会へと徐々に変化していった。1822年にブラジルが独立し、1836年に奴隷貿易が廃止された。1844年、アンゴラの港は合法的な外国船に開放された。1850年には、ルアンダはポルトガル帝国の中でもポルトガル本土以外で最も発展した都市のひとつとなり、商社がたくさんできて、パーム油やピーナッツ油、ろう、コーパル、木材、象牙、綿、コーヒー、ココアなど多くの製品を（ベンゲラとともに）輸出していた。また、トウモロコシ、タバコ、乾燥肉、キャッサバ粉なども地元で生産されるようになった。アンゴラ・ブルジョワジーが誕生した。1920年代から1960年代にかけて、力強い経済成長、豊富な天然資源、インフラの整備により、メトロポールからさらに多くのポルトガル人入植者がやってくることになった。1917年、コンパニア・デ・ディアマンテス・デ・アンゴラ（ディアマン）ポルトガル領アンゴラでのダイヤモンドの採掘と試掘の利権を得た。ディアマンはアンゴラの巨大な租界で鉱山と労働力の独占調達権を持ち、この独占権を利用して植民地最大の商業事業者となり、その収入源となった。
1912年、ポルトガル人探鉱者が北東部のルンダ地方の小川で最初の宝石を発見したことで、ダイヤモンドの採掘が始まった。
また、自発的な契約労働者であっても搾取され、自分たちで住居を建てなければならず、しばしば賃金をだまし取られた。
全体として、アフリカ人労働者は劣悪な環境の中で残酷な労働を強いられ、騙されることも多く、わずかな報酬しか得られなかった。
ポルトガル領アンゴラの漁業は、主要かつ成長していた産業だった。1970年代初頭には、約700の漁船があり、1年の漁獲量は300,000トンを超えた。アンゴラ海域の外国漁船団の漁獲量を含めると、年間100万トン以上であったと推定される。

## 教育
都市部以外のの黒人アフリカ人が教育の機会を得ることは、植民地時代のほとんどにおいて非常に限られており、ほとんどの人がポルトガル語を話すことができず、ポルトガルの文化や歴史についての知識も持っていなかった。1950年代まで、ポルトガル植民地政府によって経営されていた教育施設は、ほとんとが都市部に制限されていた。
1940年代から1950年代初頭にかけて、ポルトガル本土の識字率は、北アメリカと西ヨーロッパよりも低かった。

## スポーツ

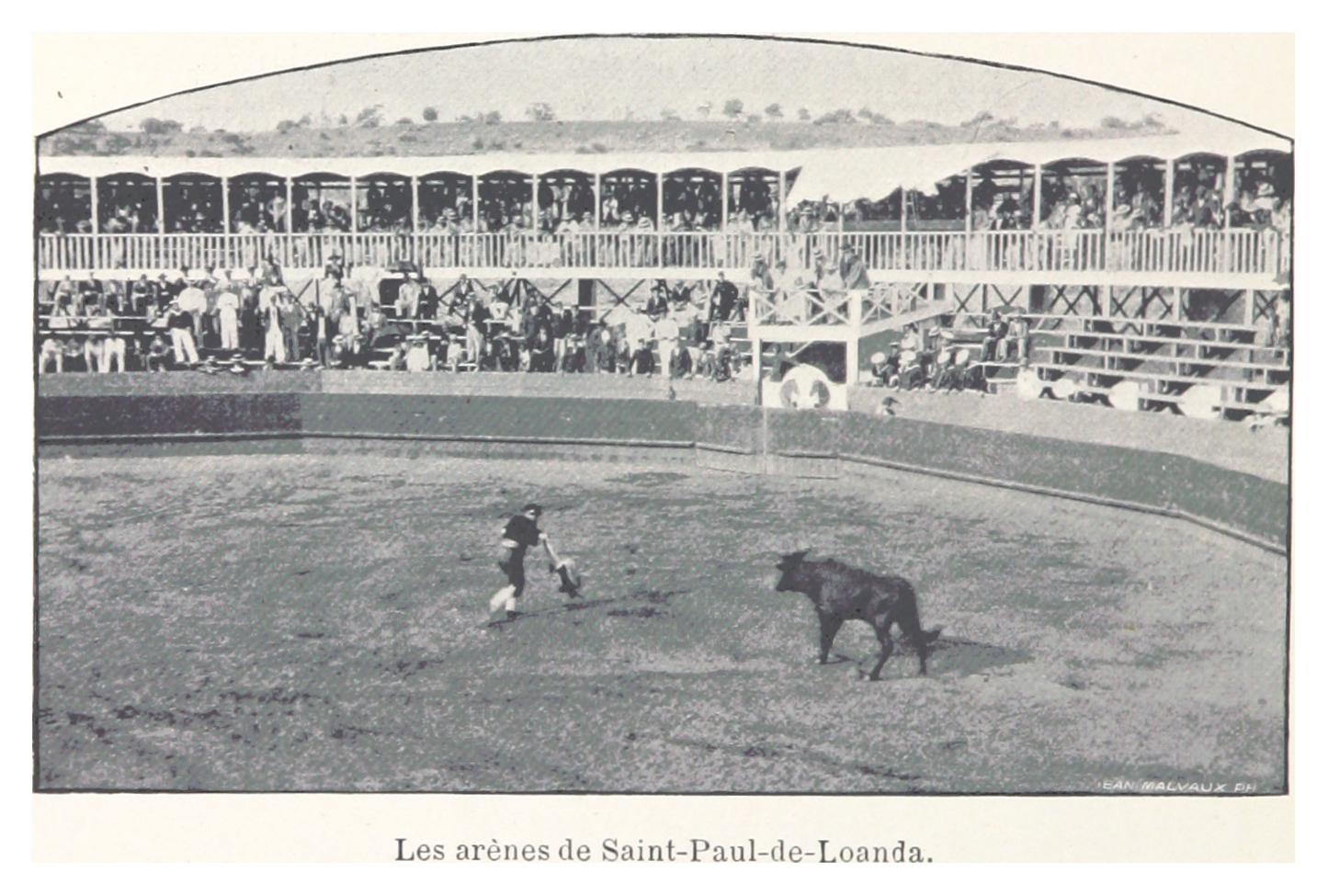
ルアンダでの闘牛の様子（1899年）

1940年代以降、市や町の拡張と近代化により、サッカー、リンクホッケー、バスケットボール、バレーボール、ハンドボール、陸上競技、体操、水泳などのスポーツ施設がいくつも建設された。アンゴラ全土にいくつかのスポーツクラブが設立され、その中にはアンゴラで最大かつ最古のスポーツ組織も含まれている。ポルトガルのスポーツ界で広く知られるようになったスポーツ選手、特にサッカー選手の中には、アンゴラ出身者が何人もいる。ジョゼ・アグアス、ルイ・ジョルダン、ジャシント・ジョアンなどはその例で、サッカーポルトガル代表の中でも優秀であった。
サッカーは、20世紀の間アンゴラでとても人気なスポーツとなった。アンゴラでサッカーを広めたのは、植民地に入植したポルトガル人がほとんどである。これは、植民地への移民が奨励されたことが大きな要因で、アンゴラもモザンビークもポルトガルからの移民が流入してきた。アンゴラではサッカーが非常に人気となり、人々はポルトガル本土のチームを追いかけるようになりました。20世紀後半、ポルトガルはアンゴラから多くの選手を獲得していった。ポルトガルで活躍したミゲル・アルカンジョもその一人であった。植民地時出身の選手たちは、ポルトガルのチームがたくさん優勝するのに貢献した。

## 著名人
- アゴスティニョ・ネト
- ボンガ
- フェルナンド・ジョゼ・デ・フランサ・ディアス・ヴァン＝デュネム

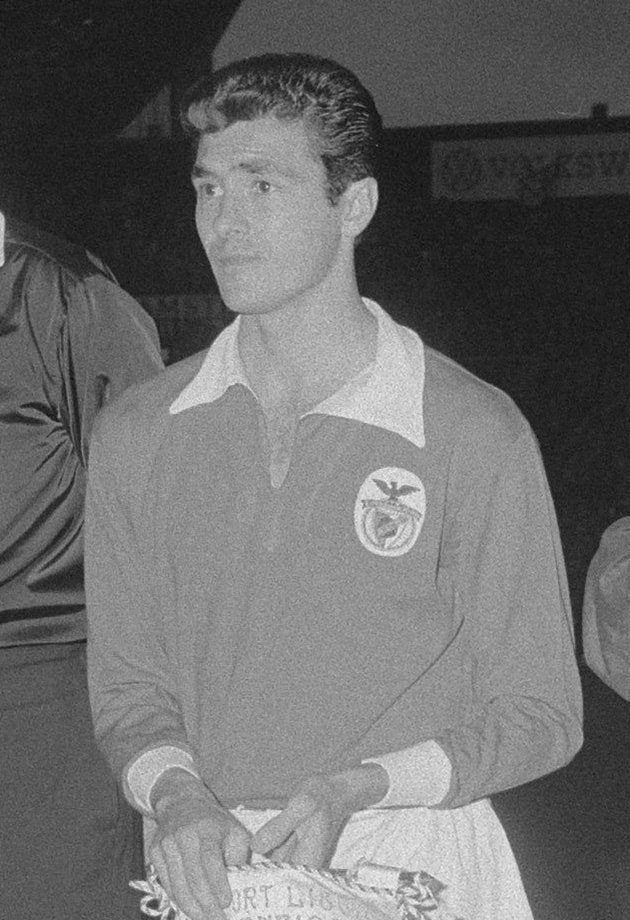
ジョゼ・アグアスは、1930年にルアンダで生まれた。

- ルイ・ジョルダン
- ジョゼ・アグアス